# ハック (企業)
株式会社ハック（HAC Co., LTD.）は、大阪府東大阪市に所在する企業。アウトドア商品や玩具・生活雑貨などの販売が主力である。代表取締役社長は、有山哲也。
アウトドアブランド「Montagna（モンターナ）」を展開。

## 沿革
平成12年7月　東大阪市西岩田に本社設立。
平成14年4月　東大阪市新家中町に本社移転。
平成24年4月　有限会社から株式会社へ商号変更、本社移転。
平成26年3月　株式会社アクセルをグループ会社に吸収し代表取締役に就任。
平成27年2月　株式会社HAC2市場　会社設立。
平成27年11月　HAC3貿易株式会社　会社設立。
平成29年8月　東大阪市菱江に本社移転。